# Mamers
Mamers je naselje in občina v zahodni francoski regiji Loire, podprefektura departmaja Sarthe. Leta 1999 je naselje imelo 6.087 prebivalcev.

## Geografija
Kraj leži v zahodni Franciji na meji med departamajema Orne in Sarthe, 46 km severovzhodno od Le Mansa.

## Administracija
Mamers je sedež istoimenskega kantona, v katerega so poleg njegove vključene še občine Commerveil, Contilly, Louvigny, Marollette, Les Mées, Panon, Pizieux, Saint-Calez-en-Saosnois, Saint-Cosme-en-Vairais, Saint-Longis, Saint-Pierre-des-Ormes, Saint-Rémy-des-Monts, Saint-Rémy-du-Val, Saint-Vincent-des-Prés, Saosnes, Vezot in Villaines-la-Carelle z 11.638 prebivalci.
Naselje je prav tako sedež okrožja, v katerem se nahajajo kantoni Beaumont-sur-Sarthe, Bonnétable, Bouloire, Conlie, La Ferté-Bernard, Fresnay-sur-Sarthe, La Fresnaye-sur-Chédouet, Mamers, Marolles-les-Braults, Montfort-le-Gesnois, Montmirail, Saint-Calais, Saint-Paterne, Sillé-le-Guillaume, Tuffé in Vibraye s 137.838 prebivalci.

## Pobratena mesta
- Gerolzhofen (Nemčija),
- Market-Rasen (Združeno kraljestvo),
- Sé (Benin).